# Ranunculus repens
El botón de oro (Ranunculus repens), también conocido como bugalla, ranúnculo de prado y redellobas, es una especie de planta herbácea perteneciente a la familia Ranunculaceae.

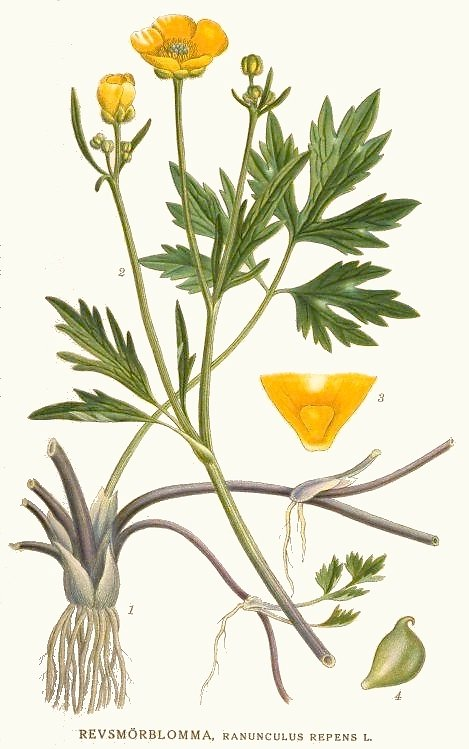
Ilustración

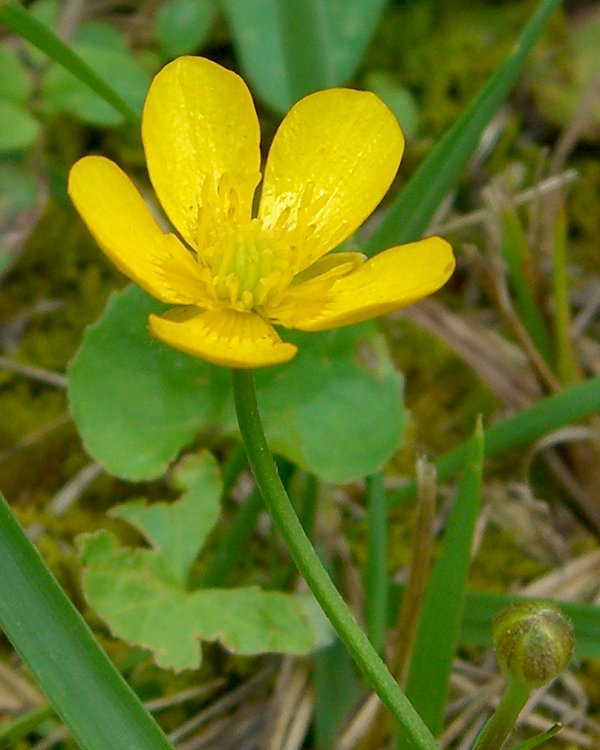
Flor

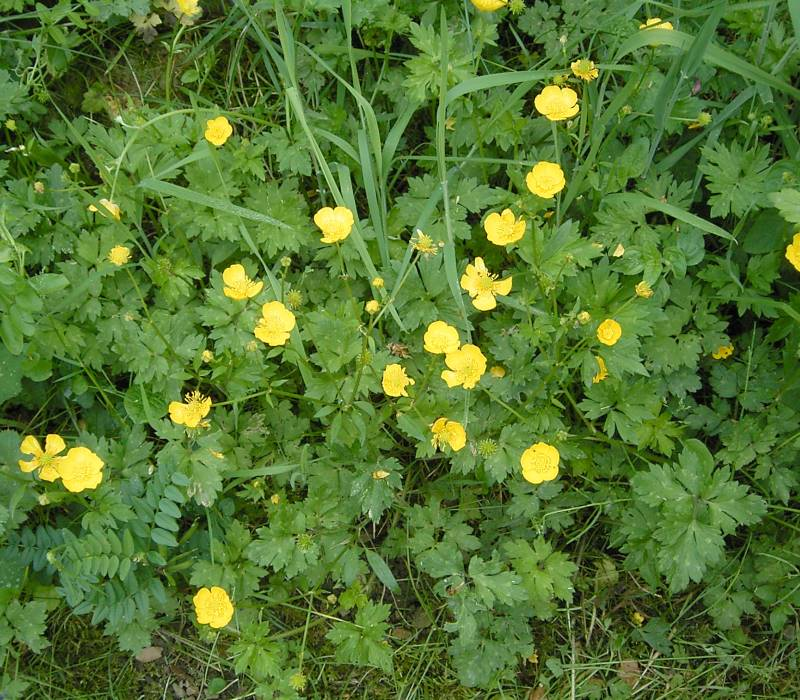
Vista de la planta

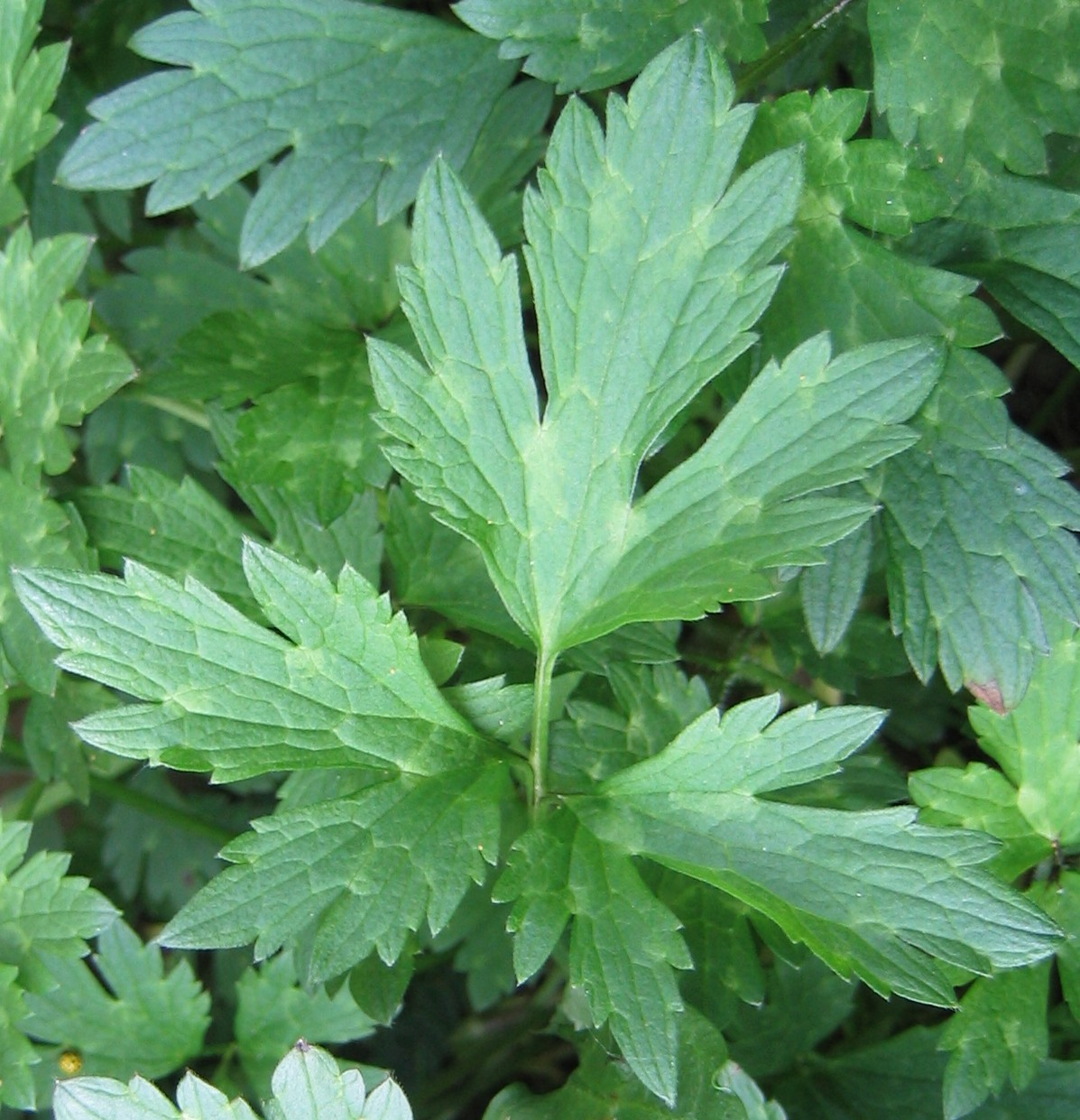
Detalle de la hoja

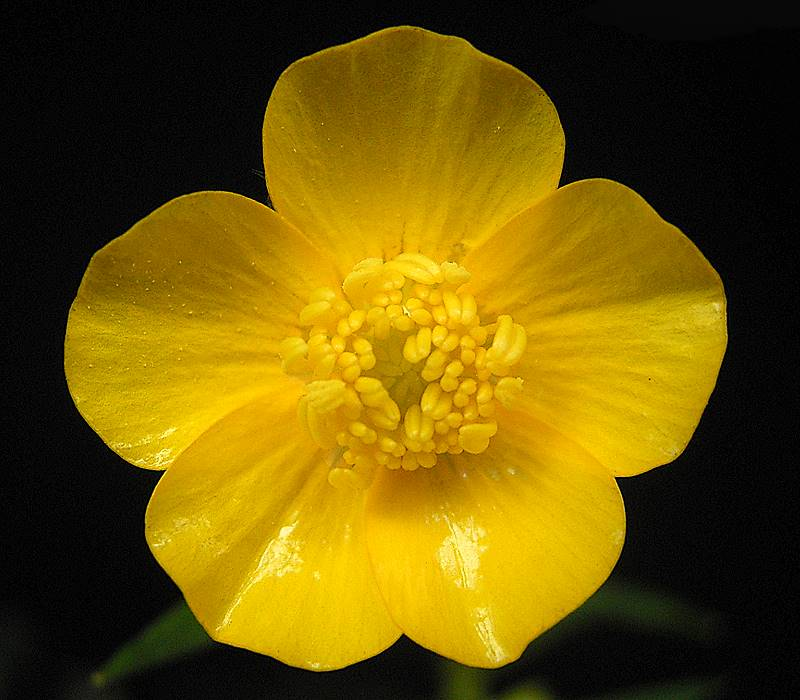
Detalle de la flor

## Descripción
Es una planta herbácea con tallos rastreros desde las raíces. Hojas verde oscuro manchadas de blanco y tri-lobuladas que crecen fuera del nodo. Los tallos son velludos. Esta especie se distingue de otras por el tamaño de sus flores que son mucho más grandes.

## Distribución y hábitat
Es nativa de Europa y del noroeste de Pacífico, hoy extendida por el mundo como planta ornamental y como maleza de terrenos degradados y praderas. Crece en campos, pastos, preferentemente en sitios húmedos.

## Propiedades
Estas plantas contienen  anemonina, una sustancia muy tóxica para los animales y los seres humanos. De hecho, los herbívoros pastan las hojas de estas plantas con gran dificultad, y sólo después de un buen secado que evapora las sustancias más peligrosas. Incluso las abejas evitan libar su néctar. En la piel humana estas plantas pueden crear ampollas ( dermatitis ), mientras que en la boca pueden causar dolor intenso y ardiente de las membranas mucosas.

## Taxonomía
Ranunculus repens fue descrita por Carlos Linneo y publicado en Species Plantarum 1: 554. 1753.
Citología
Números cromosomáticos de Ranunculus repens  (Fam. Ranunculaceae) y táxones infraespecificos: 2n=32
Etimología
Ver: Ranunculus
repens: epíteto latino que significa "rastrero".
Variedades
- Ranunculus repens var. elatior   Coss. & Germ.
- Ranunculus repens proles prostratus (Poir.) Bonnier
- Ranunculus repens var. villosus Lamotte [1877]
- Ranunculus repens var. lucidus (Poir.) N.H.F.Desp. [1838]
- Ranunculus repens var. glabratus DC. [1824]
- Ranunculus repens var. erectus DC. [1824]
- Ranunculus repens var. albomaculatus N.H.F.Desp. [1838]
- Ranunculus repens subsp. reptabundus (Rouy & Foucaud) P.Fourn. [1928]
- Ranunculus repens proles reptabundus Rouy & Foucaud [1893]

Sinonimia
- Ranunculus prostratus Poir. in Lam. [1805]
- Ranunculus reptabundus Jord. [1860]
- Ranunculus flagellifolius Nakai [1928]
- Ranunculus infestus Salisb. [1796]
- Ranunculastrum repens Fourr.
- Ranunculastrum reptabundum Fourr.
- Ranunculus clintonii Beck
- Ranunculus intermedius Eaton
- Ranunculus lagascanus DC.
- Ranunculus oenanthifolius Ten. & Guss.
- Ranunculus pubescens Lag.

var. flore-pleno DC.
- Ranunculus lucidus Poir.

var. hispidus (Michx.) Chapm.
- Ranunculus hispidus Michx.[6]

## Nombres comunes
- Castellano: angelito, botones de oro, botób, botón de oro, bugalla, campanilla, celedueña de la patayoba, centella, clavel silvestre, hierba belida, mimitisas, pata de gallina, pata de lobo, patalloba, pataloba, patalobar, patayoba, patayoba de la pradera, patilobo, patilobos, pie de perro, pouta de lobo, punta loba, ranunclo, ranúnculo de prado, rastrero, redebollas, redellobas, renunclo.[7]

### Además
También se denomina bugalla a la agalla del roble y otros árboles, que sirve para tintes o tinta.